# Плейнфілд Тауншип (округ Нортемптон, Пенсільванія)
Плейнфілд Тауншип (англ. Plainfield Township) — селище (англ. township) в США, в окрузі Нортгемптон штату Пенсільванія. Населення — 6263 особи (2020).

## Демографія
Згідно з переписом 2010 року, у селищі мешкало 6138 осіб у 2353 домогосподарствах у складі 1798 родин. Було 2482 помешкання
Расовий склад населення:
| - 97,6 % — білих - 0,8 % — чорних або афроамериканців - 0,4 % — азіатів - 0,1 % — корінних американців |

До двох чи більше рас належало 0,8 %. Частка іспаномовних становила 2,2 % від усіх жителів.
За віковим діапазоном населення розподілялося таким чином: 20,8 % — особи молодші 18 років, 61,7 % — особи у віці 18—64 років, 17,5 % — особи у віці 65 років та старші. Медіана віку мешканця становила 45,5 року. На 100 осіб жіночої статі у селищі припадало 97,8 чоловіків;  на 100 жінок у віці від 18 років та старших — 97,4 чоловіків також старших 18 років.
Середній дохід на одне домашнє господарство  становив 114 539 доларів США (медіана — 67 571), а середній дохід на одну сім'ю — 147 390 доларів (медіана — 84 926). Медіана доходів становила 52 132 долари для чоловіків та 41 567 доларів для жінок. За межею бідності перебувало 5,9 % осіб, у тому числі 5,9 % дітей у віці до 18 років та 6,9 % осіб у віці 65 років та старших.
Цивільне працевлаштоване населення становило 3161 особа. Основні галузі зайнятості: освіта, охорона здоров'я та соціальна допомога — 24,9 %, роздрібна торгівля — 17,9 %, виробництво — 15,3 %.